# Peter Kersten (remero)
Peter Kersten (1 de febrero de 1958) es un deportista de la RDA que compitió en remo.
Participó en los Juegos Olímpicos de Moscú 1980, obteniendo una medalla de bronce en la prueba de scull individual. Ganó dos medallas de oro en el Campeonato Mundial de Remo, en los años 1979 y 1981.

## Palmarés internacional
| Juegos Olímpicos   | Juegos Olímpicos  | Juegos Olímpicos  | Juegos Olímpicos |
| Año                | Lugar             | Medalla           | Prueba           |
| ------------------ | ----------------- | ----------------- | ---------------- |
| 1980               | Moscú (URSS)      | Medalla de bronce | Scull individual |
| Campeonato Mundial |                   |                   |                  |
| Año                | Lugar             | Medalla           | Prueba           |
| 1979               | Bled (Yugoslavia) | Medalla de oro    | Cuatro scull     |
| 1981               | Múnich (RFA)      | Medalla de oro    | Cuatro scull     |